# Griffinovi
Griffinovi (v anglickém originále Family Guy) jsou americký animovaný seriál o rodině z fiktivního města Quahog na Rhode Islandu. Vytvořil ho Seth MacFarlane pro Fox Broadcasting Company v roce 1999.
Griffinovi byli poprvé zrušeni v roce 2000 a poté znovu v roce 2002, ale silný prodej DVD a velká sledovanost vrátily seriál v roce 2005 znovu na scénu. Griffinovi mají přes 300 epizod. Seriál získal mnoho ocenění, ale také čelí mnohé kritice. V Česku je seriál vysílán na stanici Prima Cool, v minulosti jej vysílaly také stanice Paramount Network a Nova Fun.

## Postavy

### Hlavní postavy
Celá show je o příbězích Petera Griffina a jeho přátel. Peter je irsko-americký katolík. Je obézní, neinteligentní chlapík, který jen kouká na TV, nebo sedí v hospodě se svými sousedy. Během seriálu Peter zjistí, že má ještě španělské, mexické, skotské, afroamerické a německé předky. Jeho manželka Lois Griffin (za svobodna Pewterschmidt) je žena, která se stará o domácnost a dává lekce na piáno. Lois je protestantka. Peter a Lois mají tři děti: dceru - Meg, která postrádá popularitu a podle Briana, za tichého souhlasu ostatní, je jejím pravým otcem Stan Thompson; hloupého syna Chrise, který je v mnoha směrech jako jeho otec; a ročního syna Stewieho, který má velkou hlavu, tvarem podobnou ležatému citronu, a který chce ovládnout svět a zabít svou matku.
Všechny postavy Stewiemu rozumí, ale většinou ho ignorují nebo ho neberou vážně. Brian (mluvící pes) je jediná postava, která se Stewiem mluví na normální úrovni. Stewie oslovuje matku "Lois" a otce "tlusťoch (the fat man)". Brian je sice pes, ale chodí po dvou nohách, pije Martini, má vlastní auto (Toyota Prius, cirka 2004) a všichni s ním jednají jako s člověkem. Avšak někdy se chová jako pes (běhá za hozenými míčky, bojí se vysavače…), což působí velmi komicky.

### Vedlejší postavy
Tyto postavy zahrnují například sousedy Griffinů: paraplegický policejní důstojník Joe Swanson, jeho stále těhotná žena Bonnie (než se Peter v 7. série naštve, jak se Joe pořád vymlouvá, že by mohla rodit a dá ovladač mezi její nohy a pustí Dva a půl chlapa se slovy: "Jestli tvoje dítě není úplně blbý, vyjde ven a přepne kanál") , a sexem posedlý dopravní pilot Glenn Quagmire. Když je Quagmire vzrušený, používá hlášky jako "Giggity-giggity-goo!", nebo "No super!"(přičemž kýve hlavou dopředu a dozadu). Další postavy jsou: Cleveland Brown (od 7. série už v seriálu není - přestěhoval se, má vlastní spin-off Cleveland show), jeho manželka (od epizody „The Cleveland-Loretta Quagmire“ ve čtvrté sérii ex-manželka) Loretta Brown, jejich hyperaktivní syn, Cleveland Jr., moderátoři televizních novin Tom Tucker a Diane Simmons, jejich asijská reportérka Trisha Takanawa a Ollie Williams (ten moderuje počasí a vždy se snaží vypadat naštvaně) a mentálně postižený starosta Adam West a mnoho dalších. Loisina sestra Carol Westová (od dílu Brothers and Sisters má svého 10. manžela Adama), otec Lois Carter Pewterschmidt a její matka Barbara Pewterschmidtová, která přežila Holokaust. Mezi vracejicí se postavy patří také staroch Herbert a jeho pes, oba mají špatné nohy. Od 9. série, kdy Diane zemřela, ji nahradila Joyce Kinney (Joyce Chevapravatdumrong).

## Dabing
| Postava              | Originální dabing               | Český dabing |
| -------------------- | ------------------------------- | --- |
| Adam West            | Adam West                       | Zbyšek Pantůček (1.-5. série), Ivo Novák (6.-13. série)                                                                        |
| Bonnie Swanson       | Jennifer Tilly                  | Petra Hobzová |
| Brian Griffin        | Seth MacFarlane                 | Bohumil Klepl (1.-7. série), Martin Sobotka (8.-13. série)                                                                     |
| Chris Griffin        | Seth Green                      | Miroslav Vladyka (1.-5. série), Ivan Jiřík (6.-14. série)                                                                      |
| Cleveland Brown      | Mike Henry                      | Tomáš Juřička (1.-8. série, 9.-11. série), Libor Terš(8. série, 12.-13. série)                                                 |
| Diane Simmons        | Lori Alan                       | Irena Hrubá |
| Glenn Quagmire       | Seth MacFarlane                 | Bohdan Tůma (1.-5. série), Petr Burian (6.-13. série mimo epizod 9x08, 9x08 a 12x08), Josef Carda (epizody 9x08, 9x08 a 12x08) |
| Herbert              | Mike Henry                      | Jiří Prager (1.-5. série), Libor Terš (6.-13. série)                                                                           |
| Joseph „Joe“ Swanson | Patrick Warburton               | Pavel Šrom (1.-7. série), Petr Gelnar (8.-13. série)                                                                           |
| Lauretta Brown       | Alex Borsteinová                | Eva Spoustová |
| Lois Griffin         | Alex Borsteinová                | Veronika Gajerová |
| Meg Griffin          | Lacey Chabert, Mila Kunis       | Lucie Vondráčková (1.-7. série), Zuzana Ďurdinová (8.-16. série), Terezie Taberyová (17.-22. série)                            |
| Mort Goldman         | Johnny Brennan                  | Pavel Vondra (1.-5. série), Jan Maxián (6.-7. série), Radovan Vaculík (8.-13. série)                                           |
| Mr. Jonathan Weed    | Carlos Alazraqui, Butch Hartman | Libor Terš |
| Neil Goldman         | Seth Green                      | Jan Maxián |
| Peter Griffin        | Seth MacFarlane                 | Petr Rychlý (1.-5. série), Bohdan Tůma (6.-14. série)                                                                          |
| Stewie Griffin       | Seth MacFarlane                 | Jan Vondráček (1.-5. série), Gustav Bubník (6.-14. série)                                                                      |
| Smrt                 | Norm McDonald, Adam Carolla     | Pavel Vondra |
| Tom Tucker           | Seth MacFarlane                 | Pavel Soukup |
| Tricia Takanawa      | Alex Borsteinová                | Jana Páleníčková |

## Vysílání
| Řada | Díly          | Premiéra v USA    | Premiéra v USA  | Díly v ČR     | Premiéra v ČR                      | Premiéra v ČR      |
| Řada | Díly          | První díl         | Poslední díl    | Díly v ČR     | První díl                          | Poslední díl       |
| ---- | ------------- | ----------------- | --------------- | ------------- | ---------------------------------- | ------------------ |
| 1    | 7             | 31. ledna 1999    | 16. května 1999 | 7             | 23. srpna 2009                     | 29. srpna 2009     |
| 2    | 21            | 23. září 1999     | 1. srpna 2000   | 21            | 30. srpna 2009                     | 19. září 2009      |
| 3    | 22            | 11. července 2001 | 9. září 2003    | 22            | 20. srpna 2009                     | 11. října 2009     |
| 4    | 30            | 1. května 2005    | 21. května 2006 | 30            | 12. října 2009                     | 10. listopadu 2009 |
| 5    | 18            | 10. září 2006     | 20. května 2007 | 18            | 11. listopadu 2009                 | 28. listopadu 2009 |
| 6    | 12            | 23. září 2007     | 4. května 2008  | 14            | 17. prosince 2014                  | 5. ledna 2015      |
| 7    | 16            | 28. září 2008     | 17. května 2009 | 16            | 6. ledna 2015                      | 27. ledna 2015     |
| 8    | 21            | 27. září 2009     | 23. května 2010 | 22            | 24. května 2017                    | 14. června 2017    |
| 9    | 18            | 28. září 2010     | 22. května 2011 | 21            | 8. února 2017 (25. prosince 2016)  | 1. března 2017     |
| 10   | 23            | 25. září 2011     | 20. května 2012 | 23            | 1. března 2017                     | 24. března 2017    |
| 11   | 22            | 30. září 2012     | 19. května 2013 | 23            | 14. dubna 2017                     | 17. srpna 2017     |
| 12   | 21            | 29. září 2013     | 18. května 2014 | 21            | 22. srpna 2017 (24. prosince 2016) | 8. září 2017       |
| 13   | 18            | 28. září 2014     | 17. května 2015 | 19            | 15. září 2017                      | 10. listopadu 2017 |
| 14   | 20            | 27. září 2015     | 22. května 2016 | 20            | 10. listopadu 2017                 | 26. ledna 2018     |
| 15   | 20            | 25. září 2016     | 21. května 2017 | 20            | 12. září 2019                      | 26. září 2019      |
| 16   | 20            | 1. října 2017     | 20. května 2018 | 20            | 12. listopadu 2019                 | 28. listopadu 2019 |
| 17   | 20            | 30. září 2018     | 12. května 2019 | 20            | 7. listopadu 2020                  | 27. prosince 2020  |
| 18   | 20            | 29. září 2019     | 17. května 2020 | 20            | 4. května 2021                     | 29. května 2021    |
| 19   | 20            | 27. září 2020     | 16. května 2021 | 20            | 28. května 2025                    | 7. června 2025     |
| 20   | 20            | 26. září 2021     | 22. května 2022 | 20            | 7. června 2025                     | 17. června 2025    |
| 21   | 20            | 25. září 2022     | 7. května 2023  | 20            | 17. června 2025                    | 27. června 2025    |
| 22   | 15            | 1. října 2023     | 17. dubna 2024  | 15            | 27. června 2025                    | 4. července 2025   |
| 23   | bude oznámeno | 14. října 2024    | bude oznámeno   | bude oznámeno | bude oznámeno                      | bude oznámeno      |

## Zajímavosti
- Postava Stewie Griffin vlastní stroj času a dva teleportéry.
- Ve skoro každé epizodě se nachází slovo hell (v překladu peklo).